# Lycée Saint-Sernin
Le lycée public Saint-Sernin est un établissement français d'enseignement secondaire et supérieur, situé au 3 place Saint-Sernin, dans le centre-ville de Toulouse, face à la basilique Saint-Sernin. Le proviseur est Thierry Verger (d) depuis 2020. Le lycée accueille environ 1 800 élèves, du lycée aux classes préparatoires.
Il est également classé monument historique pour certains de ses bâtiments hérités de l'hôtel Dubarry, du XVIIIe siècle, et de l'ancien couvent des bénédictines, du XIXe siècle. Des travaux de rénovation à venir permettront de réhabiliter ces bâtiments et, éventuellement, de mettre au jour des vestiges d'époque médiévale.

## Histoire
Le lycée Saint-Sernin s'élève sur un périmètre archéologique riche. Une partie des bâtiments proches de la place Saint-Sernin sont certainement construits sur des vestiges de l’ancienne abbaye Saint-Sernin. Au nord du lycée, se trouve un secteur répertorié d’habitats privés du Moyen Âge. En effet, avec l'abandon des bâtiments de l'abbaye Saint-Sernin à la fin du XVIIIe siècle, il est décidé de dégager la basilique et de rendre accessibles son parvis : de 1804 à 1808, le cloître est démantelé, puis, les bâtiments et édifices qui bordent l'église sont détruits afin de former une place elliptique.

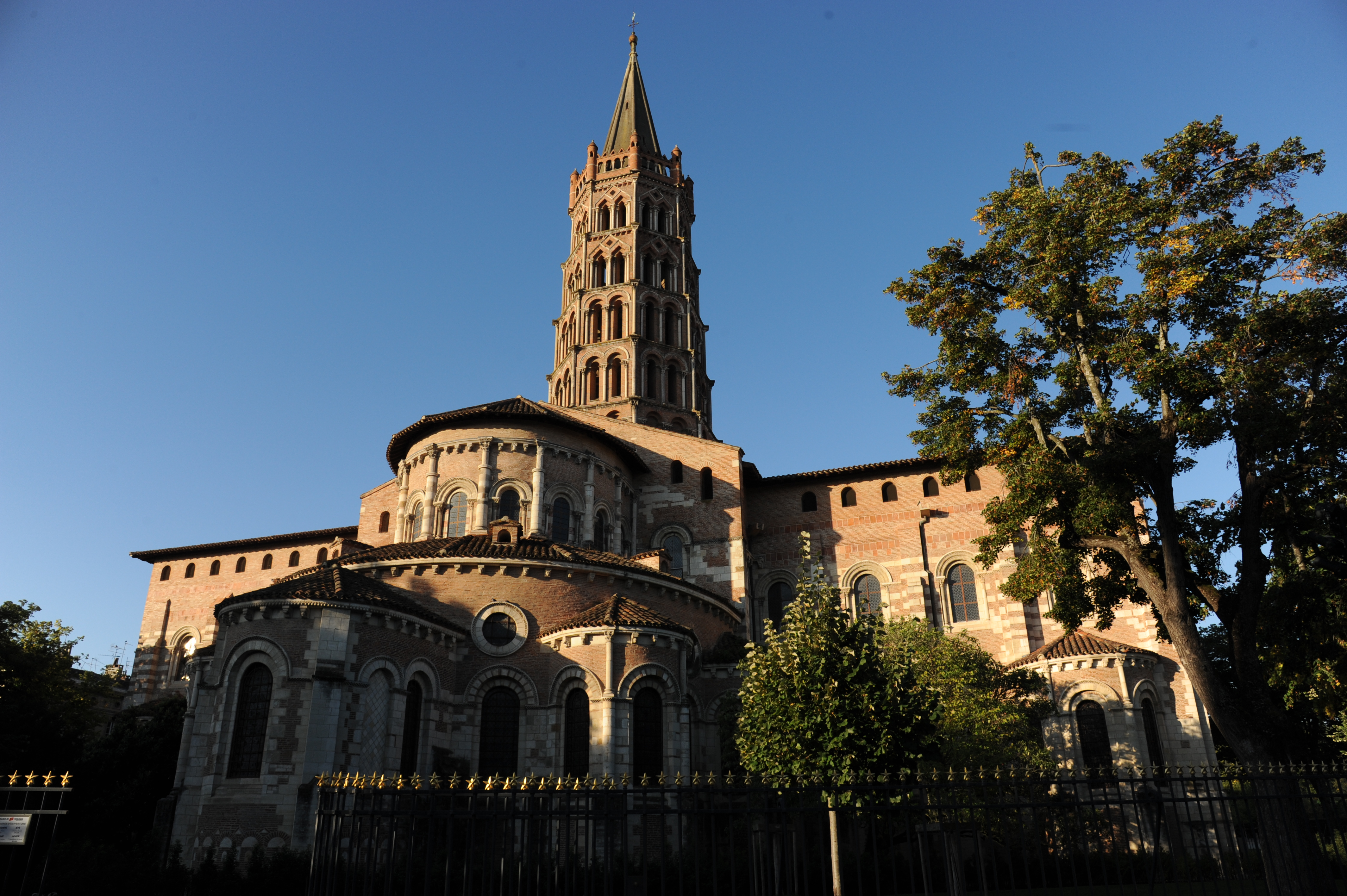
Basilique Saint-Sernin

En 1817, les bénédictines rachètent l'hôtel Dubarry, construit en 1777 pour Jean-Baptiste Dubarry. Elles en font une maison d'éducation pour jeunes filles, qui est rapidement agrandie par la construction d'un bâtiment mitoyen, aujourd'hui connu comme le bâtiment F. En 1880, les bénédictines sont chassées par la loi sur les congrégations à la suite des décrets de Charles de Freycinet et de Jules Ferry. Les bâtiments, récupérés par l’État en 1882, conservent leur destination éducative et sont affectés au nouveau lycée de jeunes filles de Toulouse, le lycée Pierre-de-Fermat étant celui de garçons.
Le lycée, ouvert le 7 janvier 1884, est rapidement agrandi par la construction de l'actuel bâtiment D, donnant sur la rue de la Chaîne, occupé aujourd'hui par le réfectoire et le CDI, qui est élevé à la fin du XIXe siècle. Son plan en H permet de desservir plusieurs salles fonctionnelles. Entre les deux bâtiments, des espaces boisés permettent aux élèves de se reposer.
Jean Jaurès a enseigné quelque temps la morale dans ce lycée.
Pendant la Première Guerre mondiale le lycée devient l'Hôpital De Convalescents 17 jusqu'au 10 janvier 1919 avec 320 lits.
Au cours du XXe siècle, le lycée s'agrandit de nouveaux espaces : les bâtiments A, B et C datent de 1953 et de 1963. En 1960, le lycée prend le nom du quartier et devient lycée Saint-Sernin. En 1969 il s'ouvre également aux garçons et devient mixte. La massification de l'enseignement et l'augmentation du nombre d'élèves amène la région Midi-Pyrénées à poursuivre les travaux d'agrandissement par l'extension du bâtiment D en 1993. Le lycée fête ses 125 ans en novembre 2009, alors qu'un nouveau programme, mêlant agrandissement et réhabilitation des bâtiments existants, est conçu pour une réalisation effective dans les années suivantes.
En 2010, La Dépêche du Midi décrit le lycée comme un « lycée d'excellence littéraire », quoique les résultats des séries scientifiques fussent aussi excellents.
Entre 2012 et 2018, impulsés par la région Midi-Pyrénées (puis Occitanie), le lycée voit de grands travaux de rénovation. Le bâtiment B est détruit et reconstruit dans des matériaux et des design plus modernes, notamment en ce qui concerne les salles de TP et le bâtiment est rehaussé d'un étage, pour atteindre trois étages, à l'instar de l'ancien bâtiment, auquel le nouveau bâtiment est connecté. Bâti sur des piliers laissant place à un préau, le nouveau bâtiment abrite aussi en son rez-de-chaussée un foyer pour les élèves et les professeurs, l'aquarium. Les architectes responsables sont Lucien Casteltroupat et Bernard Paintandre. La rénovation aura coûté 25 millions d'euros,.

## Initiatives pédagogiques et technologiques

### Années 1970
En 1974, dans un objectif novateur d'initiation à l'informatique des élèves et enseignants intéressés, le lycée Saint-Sernin, à Toulouse, a fait partie de l'opération ministérielle dite « Expérience des 58 lycées » : utilisation de logiciels et conception de programmes en langage LSE, en club informatique de lycée,, dans 58 établissements de l'enseignement secondaire. À cet effet, dans une première phase, quelques professeurs du lycée, enseignants de diverses matières, furent préalablement formés de manière lourde à la programmation informatique. Puis, dans une seconde phase, l'établissement fut doté d'un ensemble informatique en temps partagé comprenant : un mini-ordinateur français Télémécanique T1600 avec disque dur, un lecteur de disquettes 8 pouces, plusieurs terminaux écrans claviers Sintra TTE, un téléimprimeur Teletype ASR-33 (en) et le langage LSE implémenté ; tout ceci ayant permis de mettre en œuvre sur le terrain cette démarche expérimentale, avec du matériel informatique ultra-moderne pour l'époque.

## Enseignements

### Secondaire
Chaque niveau (seconde, première, terminale) compte environ 15 classes toutes filières confondues ; le lycée compte environ 2000 élèves.

#### Options et spécialités

##### Spécialités
Le lycée Saint-Sernin est un lycée public d'enseignement général, ayant la réputation d'être spécialisé dans les arts et les langues. Les spécialités enseignaient en première et terminales sont : 
- Mathématiques
- Physique - Chimie
- Sciences de la vie et de la Terre
- Numérique et Sciences informatiques
- Histoire géographie, géopolitique et sciences politiques
- Humanités, littérature et philosophie
- Sciences économiques et sociales
- Langue, littératures et cultures étrangères (en anglais, espagnol ou allemand)
- Littérature et Langues et Cultures de l’Antiquité (grec ou latin)
- Littérature et Langues et Cultures Régionales (occitan)
- Arts (avec un choix entre la musique, les arts plastiques, l'histoire de l'art et la danse)[15]

##### Langues
Le lycée propose aussi deux sections BFI (bac français international). Une section espagnole, à laquelle sont attachés deux enseignants et délivrant des cours de littérature espagnole et des cours d'histoire-géographie espagnole. Le recrutement se fait sur concours officieux (compréhension orale, compréhension écrite, expression écrite, expression orale en continu, expression orale en interaction), accompagné d'une lettre de motivation et d'un examen du dossier. Cette section est disponible dès l'élémentaire à l'école et au collège Michelet, qui propose aussi des horaires aménagés pour les élèves étant au conservatoire (dans un bâtiment appelé l'annexe de Michelet, situé à côté du lycée Pierre-de-Fermat). L'autre section (appelée ABIBAC) permet de passer le bac allemand en même temps.
Les langues proposées à l'enseignement sont très diverses : on y compte trois sections européennes dédiées à l'anglais, à l'espagnol et à l'allemand, ainsi que des cours d'anglais, d'espagnol, d'allemand, d'italien, de russe, de polonais et d'occitan, ainsi que de grec et de latin.

##### Section TMD
Le lycée intègre aussi la seule section TMD (anciennement « F11 ») de la région (renommée en S2TMD à partir de la rentrée 2019). Il s'agit d'un bac technologique qui fonctionne en partenariat avec le Conservatoire à Rayonnement Régional de Toulouse ; les élèves suivent un double cursus en musique, danse ou théâtre. Cet enseignement en partenariat avec le CRR leur permet généralement de poursuivre une carrière artistique après leur baccalauréat.
Ces élèves se produisent régulièrement dans la salle des conférences du lycée mais également à l'occasion de la Semaine des Arts qui a lieu au mois de mai, ou encore lors de grands concerts en fin d'année donnés dans la région avec les autres lycées.

##### Options
De nombreuses options sont proposées, aussi bien artistiques (danse, histoire des arts, musique, théâtre, arts plastiques), que linguistiques [LV3] (italien, occitan, polonais, russe, latin, grec). Des options de terminale sont aussi enseignées (mathématiques complémentaires, mathématiques expertes, droit et grands enjeux du monde contemporain).
Une autre particularité du lycée Saint-Sernin réside dans son offre proposant de nombreux enseignements artistiques dans le cadre d'un bac général, que les élèves peuvent suivre en tant que spécialité dès la 1re (1re EDS) ou en tant qu'enseignement optionnel dès la seconde. Les disciplines concernées sont la musique, les arts plastiques, la danse, l'histoire des arts pour les EDS et enseignements optionnels. Le théâtre est également proposé en enseignement optionnel. Les enseignements artistiques peuvent être poursuivis en classes préparatoires.

#### Structure pédagogique
Structure pédagogique du lycée pour l'année 2013 - 2014 :
| Niveau | Nombre de classes | Nombre d’élèves |
| ------ | ----------------- | --------------- |
| 2de    | 15                | 523             |
| 1re    | 13                | 430             |
| Tle    | 13                | 396             |
| Total  | 41                | 1349            |

#### Classement du lycée
D'après le classement annuel du Parisien de 2024, le lycée se classe 4ème sur 40 au niveau départemental, et 82ème sur 1851e au niveau national. Le classement prend en compte le nombre de spécialités disponibles dans ce lycée, son taux de réussite (99%), le taux de mentions (80%), la diversité du profil social des élèves de lycée ou encore sa valeur ajoutée.
|     | 2007 | 2008  | 2009  | 2010  | 2011  | 2012  | 2013  | 2023 |
| L   | 94 % | 89 %  | 94 %  | 93 %  | 94 %  | 93 %  | 96 %  | 99%  |
| ES  | 89 % | 86 %  | 96 %  | 91 %  | 88 %  | 88 %  | 94 %  | 99%  |
| S   | 91 % | 93 %  | 89 %  | 89 %  | 90 %  | 91 %  | 93 %  | 99%  |
| TMD | 90 % | 100 % | 100 % | 100 % | 100 % | 100 % | 100 % | 99%  |

| Années              | 2018 | 2019 | 2021 | 2022 | 2023 |
| ------------------- | ---- | ---- | ---- | ---- | ---- |
| Nombres de lauréats | 0    | 5    | 7    | 5    | 6    |

### Classes préparatoires aux grandes écoles (CPGE)
Deux classes préparatoires aux grandes écoles (CPGE) existent au lycée Saint-Sernin de Toulouse : une khâgne B/L et une khâgne LSH.
Le classement national des classes préparatoires aux grandes écoles (CPGE) se fait en fonction du taux d'admission des élèves dans les grandes écoles. En 2020, L'Étudiant donnait le classement suivant pour les concours de 2019 :
| Filière | Élèves admis dans une grande école* | Taux d'admission* | Taux moyen sur 5 ans | Classement national | Évolution sur un an |
| --- | ----------------------------------- | ----------------- | -------------------- | ------------------- | ------------------- |
| Khâgne B/L | 12 / 32 élèves                      | 37,5 %            | 29,1 %               | 7° sur 29           | 4                   |
| Khâgne LSH | 6 / 105 élèves                      | 5,7 %             | 13,5 %               | 67° sur 76          | 46                  |
| Source : Classement 2020 des prépas - L'Étudiant (Concours de 2019). * le taux d'admission dépend des grandes écoles retenues par l'étude. Par exemple, en filière ECE et ECS, ce sont HEC, ESSEC, et l'ESCP ; en khâgne, ce sont l'ENSAE, l'ENC, les 3 ENS, et 5 écoles de commerce. |                                     |                   |                      |                     |                     |

## Internat
Un internat est à la disposition de certains élèves, notamment ceux des sections S2TMD et OIB (uniques dans la région), Abibac, mais aussi ceux des sections musique, histoire des arts, arts plastiques.
Les bâtiments de l'internat se situent dans l'enceinte même du lycée :
- le bâtiment « Béné », est un ancien couvent de bénédictins ;
- le bâtiment « Chaîne » est aussi très ancien, et tire son nom du fait qu'il donne sur la rue de la Chaîne.

## Personnalités liées au lycée

### Anciens élèves
- Franca Trentin (1919-2010) : résistante, professeure et traductrice.
- Christine Albanel (née en 1955) : femme politique ;
- Pascal Caumont (né en 1967) : professeur de musique et musicologue ;
- Florian José Ordonez (né en 1993) : chanteur, plus connu sous le nom de Bigflo ; il y étudiait entre 2008 et 2011 ;
- Olivio Laurentino Ordonez (né en 1996) : chanteur, plus connu sous le nom d'Oli ; il y étudiait entre 2011 et 2014 ;
- Camille Razat (née en 1994) : mannequin et actrice[25] ;
- Hilary Kpatcha (née en 1997) : athlète, spécialiste du saut en longueur.

### Enseignants
- Jean Jaurès, agrégé de philosophie, y a enseigné la morale dans les années 1880 ;
- Jean-Jacques Delfour, professeur de philosophie en CPGE ;
- Olivier Loubes, professeur d'histoire en CPGE .